# Täckrotsplanta

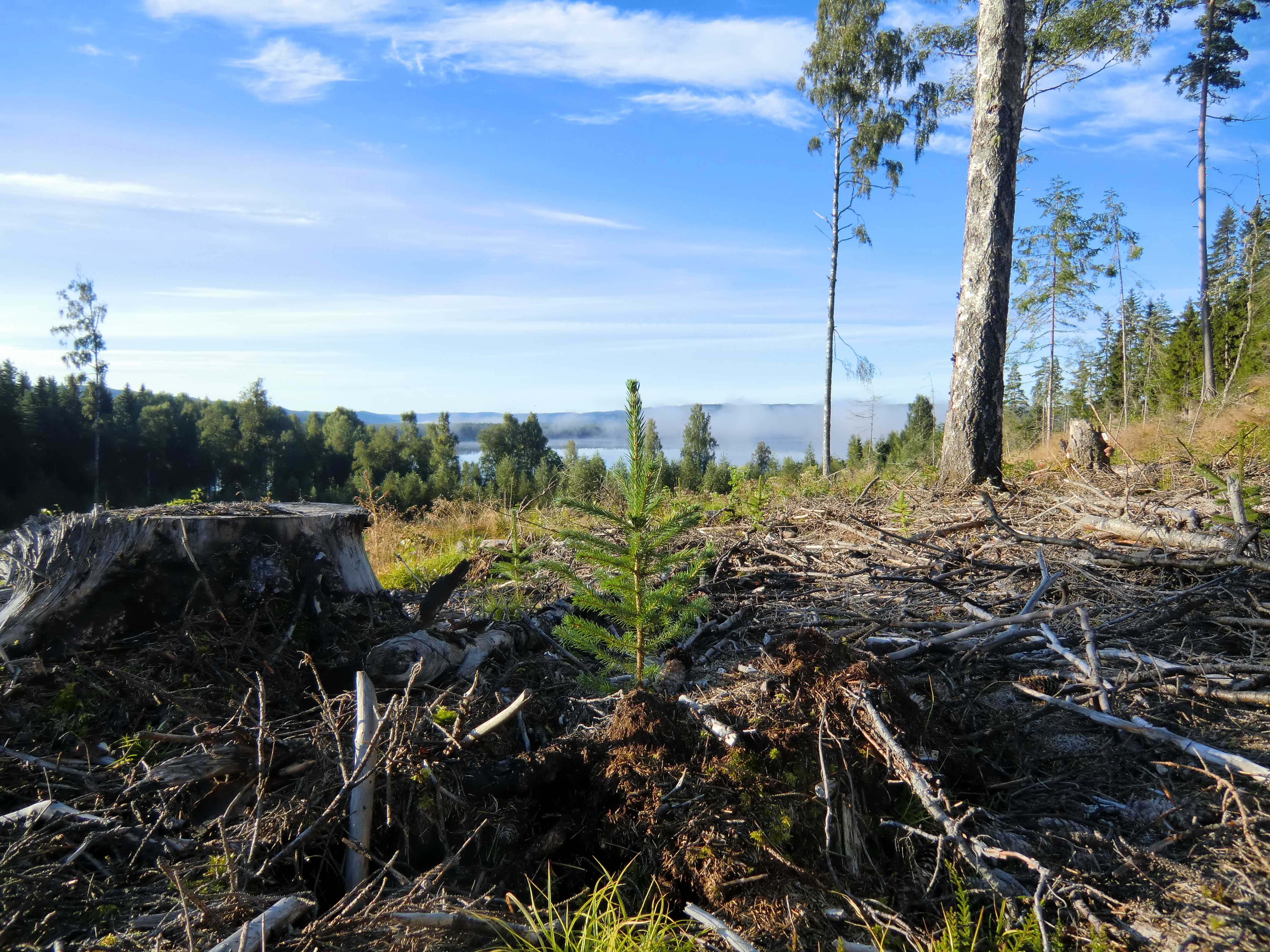
Täckrotsplanta av Gran som suttit planterad två år.

Täckrotsplanta, trädplanta som drivits fram i små plastceller och levereras med roten täckt av preparerad jord. Genom användning av särskild utrustning, vanligen planteringsrör, uppnås i regel betydligt högre planteringsprestation än vid den mer svårmekaniserade och mer svårhanterbara planteringen av barrotsplantor.
Täckrotsplantor föredras vid bete av rådjur framför barrotsplantor och självföryngrande plantor.